# 製絨所前站
製絨所前站（日语：／ Seijūsho eki */?）是位於三重縣四日市市，近畿日本鐵道（近鐵）的湯之山線車站（廢站）。此站主要讓通勤和上學的乘客使用。
車站名稱取自車站鄰近的三重製絨所（現時：東洋紡三重工場）。

## 歷史
- 1936年（昭和11年）12月26日 - 中川原至伊勢松本之間開設三重鐵道車站。
- 1944年（昭和19年）2月11日 - 公司合併後成為三重交通車站[1]。
- 1952年（昭和27年）前 - 車站暫停營業。
- 1964年（昭和39年）
  - 2月1日 - 三重交通的鐵路事業分離，成為三重電氣鐵道車站[1]。
  - 3月1日 - 軌距由762毫米改至1,435毫米，架空電纜電壓升至直流1,500伏特[2]。
- 1965年（昭和40年）4月1日 - 公司合併後成為近畿日本鐵道湯之山線車站[1]。
- 1969年（昭和44年）月15日 - 暫停營業中的此站、堀木站、小生站、神森站和宿野站一同廢止。

## 相鄰車站
近畿日本鐵道
湯之山線
中川原－製絨所前－伊勢松本

## 註腳
1. 1 2 3  曾根悟（日语：曽根悟）（監修）. . 朝日百科週刊. 2號 近畿日本鐵道 1. 朝日新聞出版. 2010-08-22: 18–23. ISBN 978-4-02-340132-7 （日语）.
2. ↑  . 鉄道ピクトリアル (電気車研究会). 1964-05, (157): 86 （日语）.